# Géologie du Massif central

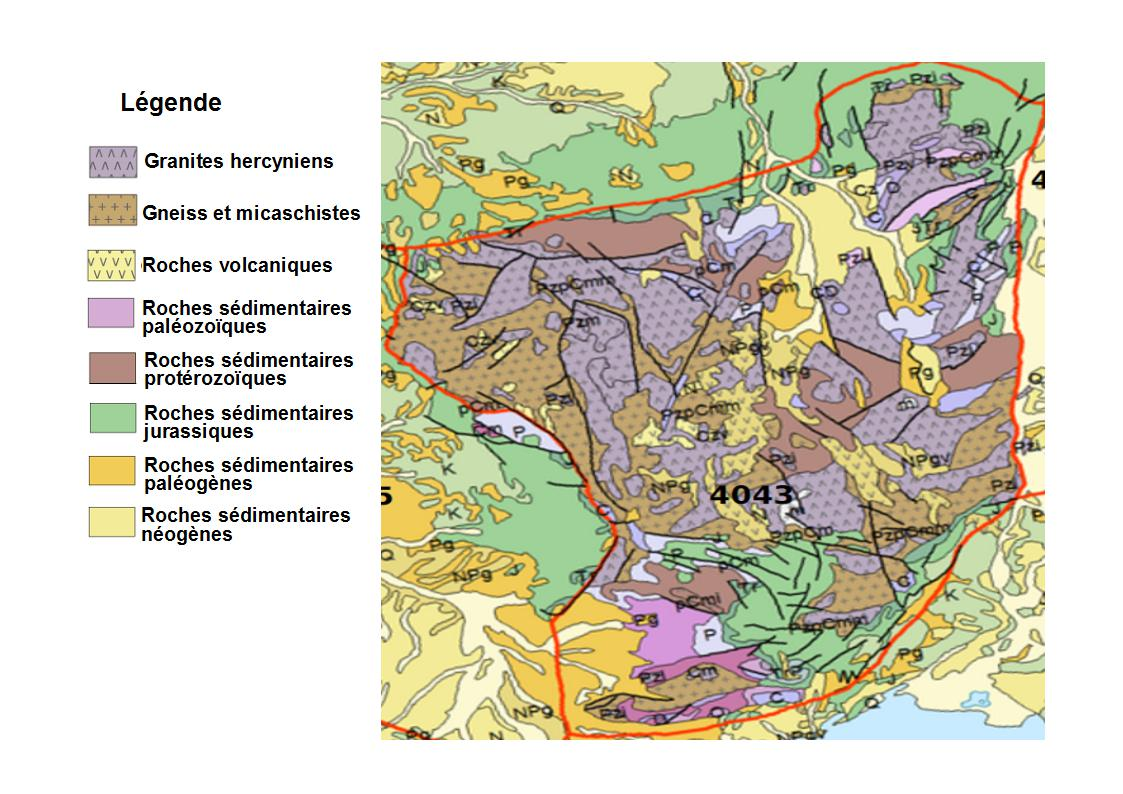
Carte géologique du Massif central.

Le Massif central est avec le Massif armoricain le plus grand domaine du socle cristallophyllien affleurant de la France. Son évolution géologique commença à la fin du Néoprotérozoïque et dura jusqu'à l'Holocène. Son organisation structurale a été déterminée par l'orogenèse calédonienne et l'orogenèse hercynienne. L'orogenèse alpine joua également un rôle en soulevant la frange orientale et probablement en déclenchant le volcanisme du Cénozoïque. Le Massif central est géologiquement très vieux comme l'atteste l'âge des zircons attribués à l'Archéen (3 000 millions d'années). La structure est un empilement de nappes métamorphiques issues d'un cisaillement du socle cristallin.

## Introduction

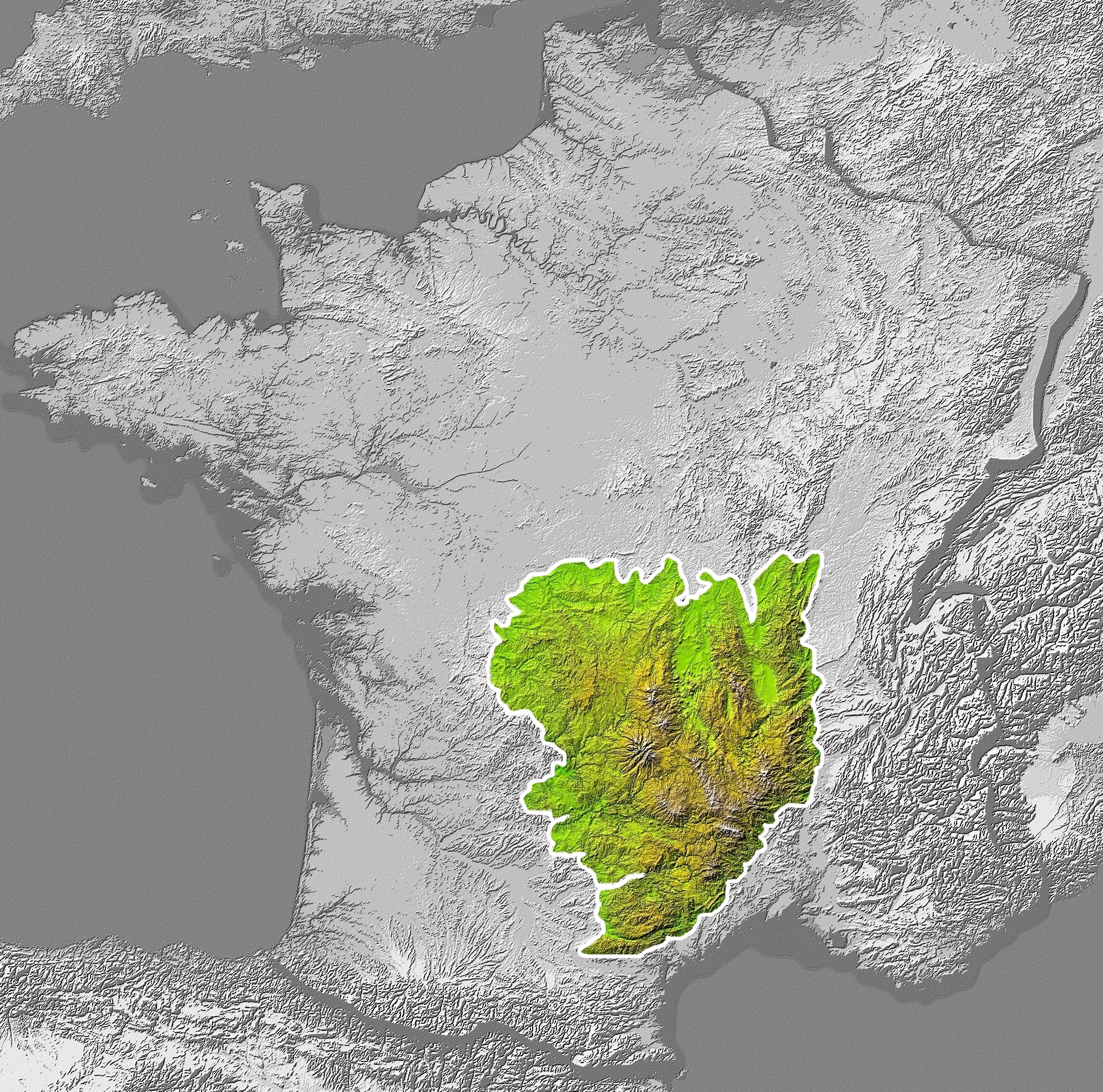
Position géographique du Massif central en France

Le contour du socle cristallophyllien apparaissant comme le Massif central a la forme d'un triangle renversé. De grande taille (500 kilomètres en direction nord-sud et environ 340 kilomètres d'est en ouest), le massif appartient à plusieurs zones tectono-métamorphiques formées pendant l'orogenèse calédonienne et l'orogenèse hercynienne. En majorité, il fait partie de la zone ligéro-arverne aussi appelée microcontinent Ligéria. Avec le Morvan au nord-est, il touche la zone morvano-vosgienne qui rejoint la zone moldanubienne plus à l'est[réf. souhaitée]. Toutes ces zones constituent la zone interne du bâti hercynien en Europe et présentent les caractères suivants :
- Elles contiennent les reliques de la croûte océanique subductées pendant le Silurien et le Dévonien.
- Le rapprochement entre le Gondwana et le microcontinent cadomien Armorica finit par une collision continentale cisaillant le socle en plusieurs nappes métamorphiques expulsées vers le sud.
- Après la collision, l'orogène fut exhumé diachroniquement.

L'exhumation commença dans l'ouest et le nord du Massif central dès le Frasnien (380 millions d'années), par contre dans le sud beaucoup plus tard lors du Tournaisien (350 millions d'années). Le massif des Vosges plus à l'est fut exhumé seulement vers 330 millions d'années à la fin du Viséen.
Au sud le Massif central rentre dans la zone de la montagne Noire qui constitue avec les Pyrénées le microcontinent Aquitania. Cette zone ne contient plus de nappes fortement métamorphisées, mais des nappes sédimentaires paléozoïques qui glissèrent vers le sud poussées par la montée du socle néoprotérozoïque.

## Organisation spatiale
Le Massif central est traversé par plusieurs accidents tectoniques majeurs qui le divisent en secteurs géographiques.
Le plus important de ces accidents est sans doute le Sillon houiller, une faille normale d'une longueur de 250 kilomètres et avec une forte composante de mouvement sénestre d'environ 60 à 80 km ayant eu lieu au Westphalien. Cette fracture est jalonnée de gisements stéphaniens minces et irréguliers. Le Sillon houiller sépare le secteur occidental non-volcanique du reste volcanique. Il devient la faille de Toulouse plus au sud.
Venant du nord le fossé d'effondrement de la Limagne pénètre le Massif central 150 kilomètres en direction des Grands Causses. Le mince secteur central à l'ouest de ce graben porte des grands stratovolcans comme le Cantal ou les monts Dore, mais aussi des maars et des cratères d'explosion de la chaîne des Puys plus au nord.
Le secteur oriental comprend le Morvan, le Charolais, le Mâconnais, le Beaujolais, les monts du Lyonnais, le Velay et les Cévennes. Il est limité à l'est par le fossé d'effondrement de la Bresse et sa continuation en Bas Dauphiné. Les grabens à la limite sud-est font déjà partie du bassin océanique liguro-provençal. Le secteur oriental est encore subdivisé par le graben de Roanne et par la plaine du Forez. Le bassin permien (étirement avec une composante cisaillante) de Blanzy - Le Creusot le traverse en direction nord-est et ainsi sépare le Morvan du reste.
À la hauteur de Figeac et Decazeville une cassure importante coupe le Massif central en direction ESE et parvient presque à isoler la Rouergue et la montagne Noire.
En général le Massif central forme une plaque asymétrique légèrement inclinée vers le nord-ouest et soulevée aux confins orientaux et méridionaux par l'orogenèse alpine et l'orogenèse pyrénéenne. À ces confins les dénivellements sont très importants, par contre au nord-ouest le massif se noie très doucement sous la couverture mésozoïque du Bassin aquitain et du Bassin parisien. Ce modèle un peu simpliste est souvent perturbé par les accidents et le volcanisme, ainsi la plus grande élévation se trouve au secteur central (puy de Sancy avec 1 885 mètres).

## Domaines tectono-métamorphiques

Contexte du Massif central dans l'orogène hercynien de l'Europe.

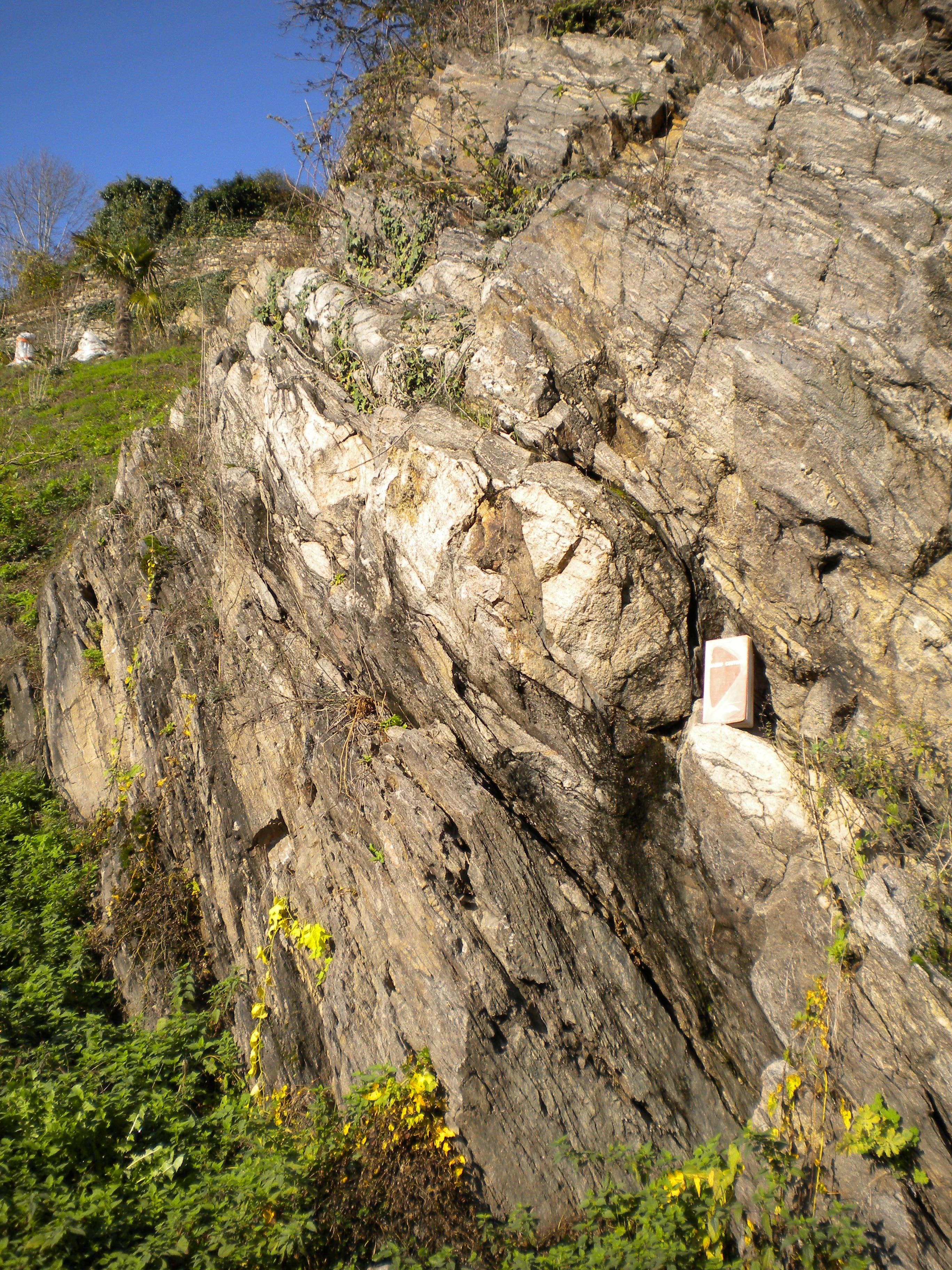
Paragneiss plagioclasique du domaine arverne près de Nontron, Dordogne. Le lit clair grauwackeux est boudiné avec pendage fort vers le NNE.

Le socle cristallophyllien du Massif central (surtout des gneiss et des schistes métamorphiques) était divisé par M. Chenevoy (1974) en trois domaines tectono-métamorphiques :
- Le domaine arverne (Auvergne)
- L'ensemble ruténo-limousin (Rouergue - Limousin)
- La ceinture cévenole (Cévennes)

### Le domaine arverne
Structurellement c'est le domaine le plus bas avec un caractère para-autochtone. Il entoure quelques bombements dans le socle comme le dôme de Saint-Mathieu, le dôme de Sussac ou bien le plateau de Millevaches. Toutes ces structures sont situées dans le secteur occidental non-volcanique. Le domaine arverne trouve son expression majeure en Auvergne (d'où le nom), dans la Marche occidentale, dans le Morvan, dans le Lyonnais et dans le Livradois (Haut-Allier).
Les roches cristallines ont généralement subi un métamorphisme de faciès amphibolite (moyenne pression - haute température, MP/HT), parfois même un métamorphisme profond (faciès granulite). Leurs protolithes sédimentaires étaient originellement des bancs de flysch déposés sur la pente continentale au nord du Gondwana. Ce flysch est constitué d'une série rythmique et monotone des pélites et des grauwackes et peut atteindre 15 kilomètres d'épaisseur. Dans sa partie moyenne sont intercalées quelques milliers de mètres des roches volcaniques bimodales. Ce sont en majorité des roches rhyolitiques, mais il y a aussi des basaltes tholeïitiques et rarement des péridotites et des lentilles carbonatées. L'âge de cette séquence du Néoprotérozoïque était originellement estimée à 650 millions d'années, mais dernièrement ces estimations ont reculé à 600 - 550 millions d'années.
La série arverne était métamorphisée pendant la phase acadienne de l'orogenèse calédonienne entre 400 - 350 millions d'années. Les pressions atteignirent 0,6 - 0,8 GPa équivalent à une profondeur d'enfouissement de 20 à 25 kilomètres, le gradient thermique était autour de 20 - 25 °C par kilomètre. Le métamorphisme transforma la succession sédimentaire en migmatites à la base, suivis par des (para)gneiss, des micaschistes et en haut des schistes épizonales (schistes séricitiques et schistes chloritiques de la faciès schiste vert). Le matériel volcanogénique était transformé en leptynites et amphibolites. Inclus dans cette série on trouve des gneiss œillés issus des orthogneiss. Ces orthogneiss à leur tour sont dérivés des anciens granitoïdes porphyroïdes, cristallisés au Cambrien (Furongien) près de 500 millions d'années.

### L'ensemble ruténo-limousin
Les roches métamorphiques de l'ensemble ruténo-limousin se rencontrent principalement en Limousin, en Rouergue, dans la Marche orientale, dans la Châtaigneraie, dans la Margeride méridionale et aux Cévennes occidentales. La série jadis sédimentaire mais maintenant métamorphisée commence comme la série arverne mais porte vers le haut une séquence paléozoïque, qui débute au Cambrien inférieur avec une épaisse sédimentation volcanogénique de composition rhyolitique. Après suivent les sédiments datés du Cambrien supérieur, de l'Ordovicien et du Silurien.
En Limousin l'ensemble Ruténo-Limousin a subi seulement le métamorphisme calédonien, mais en Rouergue ce métamorphisme était encore superposé par le métamorphisme hercynien qui déroula sous des basses pressions et des hautes températures (BP/HT).

### La ceinture cévenole
La ceinture cévenole inclut les Cévennes, la montagne Noire, les monts de Lacaune et le Lyonnais. Des schistes cristallins arvernes sont surmontés par le Paléozoïque bien daté (Cambrien et Ordovicien). Dans la montagne Noire le Paléozoïque a complètement échappé le métamorphisme et la série monte ici jusqu'au Mississippien. Plus au nord dans l'Albigeois et les Cévennes, le Paléozoïque est de plus en plus affecté par le métamorphisme hercynien.
En résumé, tous les trois domaines partagent la série basale arverne, au moins quelques parties. Ils se distinguent au Paléozoïque : le domaine arverne en manque, dans la ceinture cevenole il est le moins métamorphique et le plus complet. Le domaine arverne descend structurellement le plus bas, jusqu'au migmatites. La ceinture cévenole est beaucoup plus superficielle, son Néoprotérozoïque ne contient que les schistes plus élevés, et connaît dans la montagne Noire, un Paléozoïque sans métamorphisme.
L'ensemble ruténo-limousin occupe une position intermédiaire.

## Unités métamorphiques épizonales
Les unités métamorphiques épizonales de faciès schiste vert sont sous-représentées dans le Massif central et se cantonnent dans la périphérie. Les unités suivantes y appartiennent :
- L'unité de Génis en Bas-Limousin
- L'unité de Thiviers-Payzac en Bas-Limousin
- Les schistes de Mazerolles en Haute Charente
- L'unité de la Brévenne au Lyonnais
- Les schistes de l'Albigeois

L'unité de Génis montre la succession suivante (de haut en bas) :
- Schistes verts de Génis - roches volcaniques basiques
- Lentilles de calcaires à entroques - avec conodontes du Silurien supérieur
- Schistes sériciteux de Génis - avec acritarches de l'Ordovicien
- Arkoses silicieuses du Puy-de-Cornut - peut-être en affinité avec le grès armoricain de l'Ordovicien
- Porphyroïdes de Génis - métaignimbrites rhyolitiques de la limite Cambrien/Ordovicien
- Schistes sériciteux d'Excideuil - Cambrien probable

L'unité de Thiviers-Payzac comprend des tufs rhyodacitiques, des grauwackes et des siltites. Son degré métamorphique peut atteindre même le faciès amphibolite.
Les schistes de Mazerolles sont des micaschistes alumineux avec des passages quartzitiques. Leurs protolithes étaient des pélites et des siltites du Cambrien probable.
L'unité de la Brévenne est une nappe ophiolitique datant du Dévonien supérieur. Elle est constituée : des laves en coussin, des dolérites, des gabbros, des roches ultramafiques, des cherts et des sulfides massives.

## Évolution sédimentaire
Pour établir la reconstruction paléogéographique il est important d'avoir des successions sédimentaires non-métamorphiques. Malheureusement dans le Massif central ces successions sont assez rares et se trouvent en majorité à la périphérie du massif. Dans l'intérieur elles font défaut à cause de l'importante érosion qui les a réduites. Ce fait explique la grande difficulté d'interpréter l'évolution du massif en cohérence.

### Sédiments antécarbonifères
Néanmoins il en existe des témoins du passé antécarbonifère. Ils se concentrent en deux aires majeures :
- Dans la montagne Noire au sud
- Dans le Morvan au nord-est

Le versant sud de la montagne Noire possède une succession sédimentaire presque complète allant du Cambrien inférieur jusqu'au Mississippien.
Le Cambrien commence à sa base avec des rhyolites puis est suivi par les grès de Marcory, des calcaires à Archaeocyathus, des schistes et encore des grès. L'Ordovicien et le Silurien sont essentiellement schisteux, tandis que le Dévonien, de type méditerranéen, est entièrement calcaire.
Sur le versant nord la série est moins complète : l'Ordovicien supérieur, le Dévonien, le Tournaisien et le Viséen sont absents. Mais ici on peut voir les niveaux cambro-siluriens devenir progressivement métamorphiques et s'intégrer à la série micaschisteuse de l'Albigeois appartenant à la ceinture cévenole.
Dans le Morvan les terrains antécarbonifères sont représentés par les calcaires récifaux (Givétien et Frasnien) et par les schistes à clyménies (Famennien) avec intercalations spilitiques.

### Mississippien
Les dépôts du Mississippien affleurent dans une bande qui part du Roannais, traverse le Beaujolais et se termine au sud-est de Montluçon. Après une lacune au Tournaisien la série débute au Viséen inférieur avec des niveaux schisto-gréseux. Le Viséen moyen succède avec des grauwackes, des poudingues et des calcaires, tous intercalés dans les schistes et les grès. Au Viséen supérieur suivent les tufs anthracifères datés entre 335 et 330 millions d'années. Il s'agit là des tufs pyroclastiques à composition rhyolitique ou dacitique qui montrent une accumulation étendue et épaisse. Ces tufs se sont déposés en milieu littoral en bordure d'une mer peu profonde. Ils contiennent des intercalations organiques (niveaux d'anthracite).

### Pennsylvanien

Cartes des bassins houillers français, très présents dans le massif et aux alentours.

Après les forts mouvements tectoniques accompagnés par une granitisation extensive pendant la période 325 - 305 millions d'années (phase sudète et phase asturienne pendant le Serpukhovien, Bashkirien et Moscovien) le Massif central subissait l'extension post-orogénique pendant le Kasimovien. À cause de l'étirement crustal, plusieurs grabens de taille limitée s'effondraient. Ces grabens étaient ensuite remplis par des sédiments lacustres (conglomérats, grès, schistes intercalés avec des couches de charbon) et localement par les produits volcaniques rhyolitiques.
On peut citer par exemple les bassins d'Ahun, Alès, Argentat, Blanzy, Brassac, Carmaux, Commentry, Decazeville, Graissessac, Le Creusot, Messeix dans le Sillon houiller, Saint-Éloy, Saint-Étienne, Sainte-Foy et Sincey-lès-Rouvray.
Plus tard pendant le déroulement de la phase saalienne les sédiments dans les grabens étaient plissés par le mouvement décrochant entre les horsts atteignants.

### Permien
L'étirement crustal continua à affecter aussi le Permien. Surtout la périphérie était touchée et là se formèrent plusieurs petits bassins sédimentaires comme, par exemple, les bassins d'Aumance, d'Autun, de Blanzy, de Brive, de Comtal, d'Espalion, de Grésigne, de Lodève, de Moulins et de Saint-Affrique. Ces bassins furent remplis par des sédiments continentaux gréso-pélitiques, déposés sous conditions désertiques avec une forte coloration rougeâtre.

### Mésozoïque
La quasi-totalité du Massif central devenue une pénéplaine dès le Trias fut recouverte par une mer épicontinentale durant une grande partie du Lias et du Jurassique. L'exondation définitive se serait produite à la fin du Jurassique (l'océan jurassique déposant une série très épaisse de calcaires aux Grands Causses dans le sud-est) et l'ensemble de la couverture aurait été érodé dès la fin du Crétacé.

### Impact d'un astéroïde

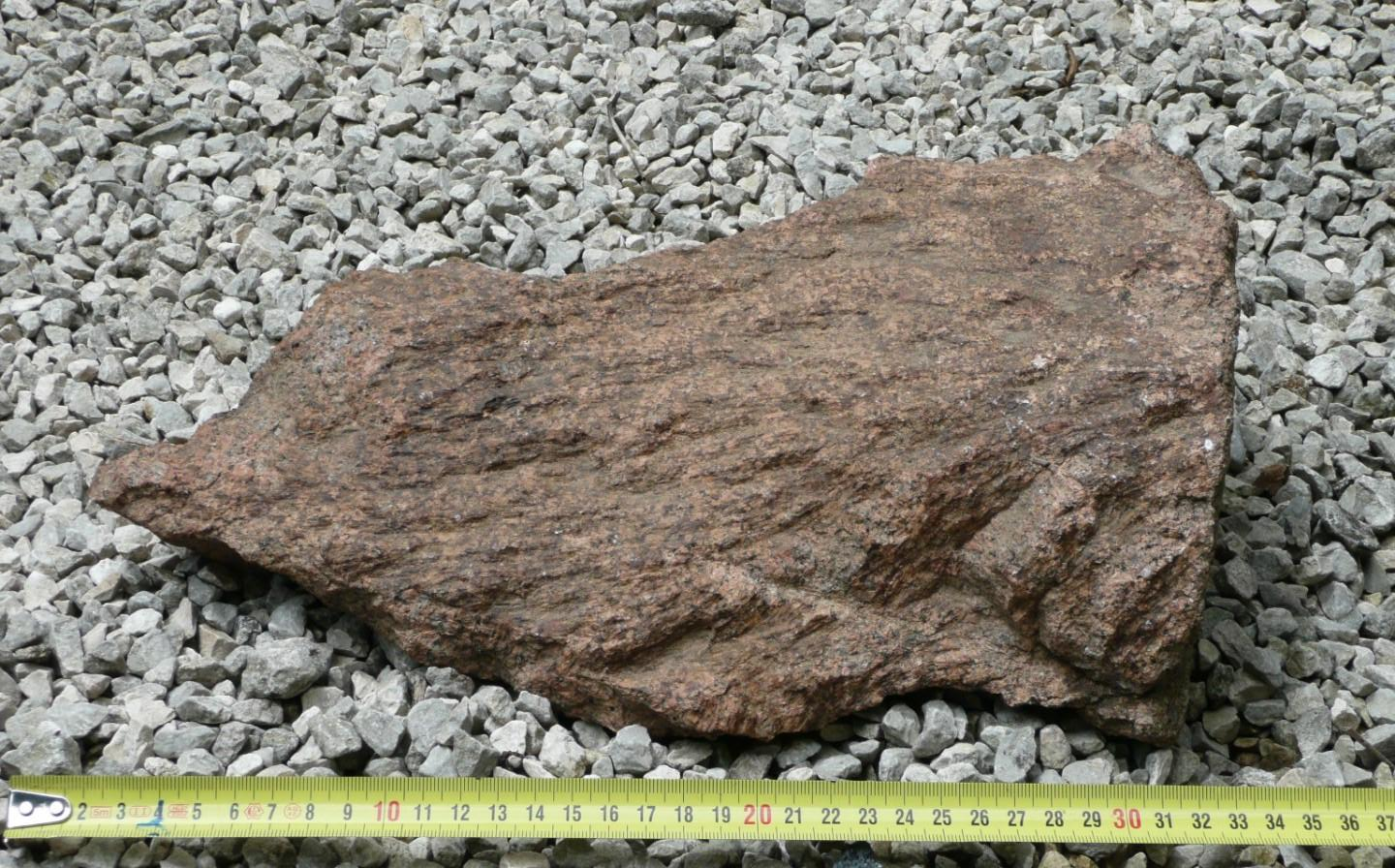
Cône de percussion de l'astroblème de Rochechouart-Chassenon.

Il y a 206,9 ± 0,3 Ma (millions d'années), soit environ 5,6 Ma avant la limite entre le Trias et le Jurassique, le nord-ouest du Massif central près de Rochechouart était heurté par un astéroïde. L'impact créa un cratère de quelque 20 kilomètres de diamètre — l'astroblème de Rochechouart-Chassenon. Aujourd'hui la structure du cratère est complètement érodée, tout de même il reste : des suévites, des brèches d'impact, des cônes de percussion et des chevauchements localisés affectant le socle.

### Cénozoïque
Le Cénozoïque voyait l'installation du volcanisme dans le Massif central, contemporain d'un très important rifting, ce phénomène de distension faisant notamment partie du rift ouest-européen.
Le volcanisme démarra déjà au Paléocène et continua, avec quelques interruptions, jusqu'à nos jours.
Pendant l'Éocène terminal le Sidérolithique était déposé. Il s'agit là des sédiments très riches en fer qui ressemblent à des latérites. Ils indiquent une forte érosion du Massif central sous conditions subtropicales.
Déjà pendant l'Éocène moyen (Lutétien) une nouvelle période de distension se manifesta, atteignant son apogée pendant l'Oligocène.
L'étirement de la croûte créa des grabens d'effondrement, comme les grabens d'Ambert, d'Aurillac, de la Bresse, du Cher, de la Limagne, du Malzieu, du Forez, du Puy et de Roanne. Ces grabens d'orientation méridienne (grosso modo) furent remplis avec des sédiments lacustres et parfois avec des intercalations volcaniques, les pépérites. L'épaisseur de remplissage peut atteindre 2 500 mètres (Limagne).
Vers la fin du Miocène les grands stratovolcans Cantal et monts Dore commencèrent leur activité. Au Velay oriental des épanchements basaltiques épais s'étalèrent qui furent percés par des sucs phonolitiques.
Pendant le Pliocène le massif fut à nouveau élevé et rajeuni. En conséquence le taux d'érosion et le volcanisme augmentèrent. En fait au Pliocène le volcanisme fut à son apogée et le Cantal arriva à une élévation autour de 3 000 mètres.
Pendant la dernière glaciation des glaciers et des petites calottes de glace s'installèrent au Cantal et aux monts Dore ; après leurs fonte ils laissèrent des moraines et des cirques.
Les dernières explosions phréatomagmatiques dans la chaîne des Puys sont géologiquement très jeunes, âgées peut-être entre 3 000 et 7 000 ans.

## Évolution magmatique

### Roches plutoniques

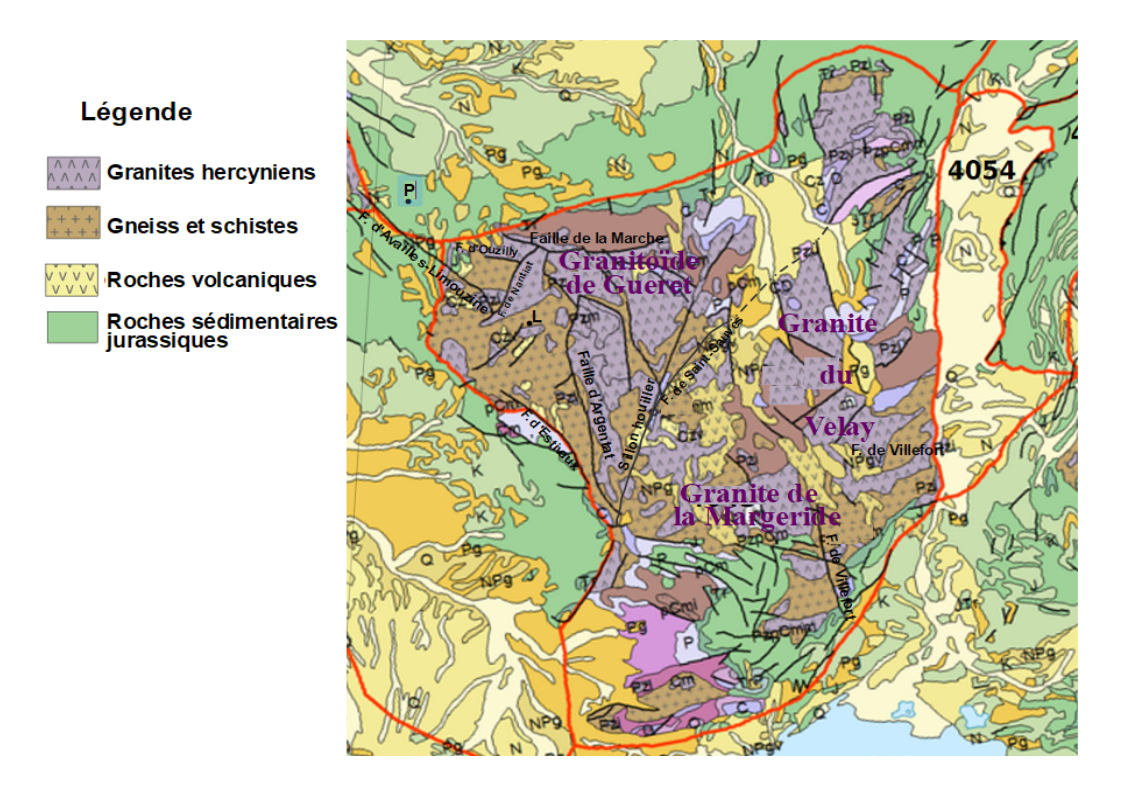
Trois provinces granitiques majeures : le granitoïde de Guéret, le granite de la Margeride et le granite du Velay.

Plus de 100 plutons parsèment le Massif central. Les roches plutoniques couvrent presque la moitié de la surface de ce massif. En majorité elles sont associées avec les mouvements tectoniques pendant l'orogenèse principale et le soulèvement de la chaîne.
Avant l'orogenèse principale deux générations de granitoïdes furent formées :
- Au Cambrien terminal vers 500 millions d'années.
- À l'Ordovicien supérieur autour de 460 millions d'années.

Plus tard tous ces granitoïdes furent transformés en gneiss œillés ou en gneiss lités.
Pendant l'orogenèse principale les conditions de l'anatexie furent atteintes et trois familles de migmatites se séparèrent de leur encaissant :
- Migmatites du Dévonien, datés entre 385 et 375 millions d'années (migmatites I).
- Migmatites du Viséen, datés entre 333 et 325 millions d'années (migmatites II).
- Migmatites du Carbonifère terminal, datés à 300 millions d'années (migmatites III). Ceux-ci affleurent seulement au large dôme anatectique du Velay qui résulte de la fusion crustale lors du rééquilibrage thermique du massif[7].

Les tonalites, diorites quartziques et diorites de la ligne tonalitique du Limousin cristallisèrent à 360 millions d'années. Les granitoïdes peralumineux du type Guéret (avec le granite de Guéret) solidifièrent entre 360 et 350 millions d'années. Les âges de refroidissement pour les leucogranites, les granodiorites et les monzogranites sont beaucoup plus jeunes - entre 325 et 300 millions d'années.

### Roches volcaniques
Le volcanisme cénozoïque commença dans le Massif central au Paléocène à 62 millions d'années. Il perdura avec quelques interruptions jusqu'à l'Holocène. Le secteur ouest du massif ne fut pas affecté.
Géochimiquement tous les magmas sont alcalins et appartiennent au type intraplaque. La gamme de roches volcaniques produites débute avec les picrites, les basanites et les basaltes, passe par les hawaiites, les mugéarites, les benmoréites, les trachybasaltes, les trachyandésites basaltiques et les trachyandésites pour finir avec les trachytes, phonolites et rhyolites.
La cause de ce volcanisme de longue durée est probablement un point chaud sous le Massif central. Une autre origine possible est la contrainte créée par l'orogenèse alpine (et pyrénéenne), qui a affecté surtout la bordure est du massif. L'étirement de la croûte amena le manteau à la fusion par chute de pression. Peut-être y a-t-il une combinaison/superposition de ces deux phénomènes.
Les activités volcaniques se sont déroulées dans les régions suivantes :
- Chaîne de la Sioule
- chaîne des Puys
- Limagne
- monts Dore
- Forez
- Cézallier
- Cantal
- Devès
- Velay
- Aubrac
- Vivarais
- Coiron
- Causses
- Escandorgue – Languedoc

Trois stades majeurs peuvent être distingués :
- Stade antérift. Ce stade dura jusqu'à la fin de l'Éocène (36 millions d'années - Priabonien). Quinze événements majeurs peuvent être séparés.
- Stade synrift. Il fut actif pendant toute l'Oligocène et dura jusqu'au Miocène moyen (13 millions d'années - Serravallien). La sédimentation lacustre non volcanique dura au nord jusqu'à 27,5 millions d'années et au sud jusqu'à 23 millions d'années. Le volcanisme démarra dans le graben de la Limagne vers 27 millions d'années (Chattien), mais dans la plaine du Forez beaucoup plus tard vers 20 millions d'années (Burdigalien).
- Stade postrift. C'est le stade majeur et responsable de 90 % des émissions volcaniques dans le massif. Il débuta vers 13 millions d'années, d'abord en Velay oriental et un peu plus tard au Cantal. Plus au nord le volcanisme reprit après un long repos seulement à 6 millions d'années.

## Tectonique

### Organisation structurale
Structurellement le Massif central est un empilement des nappes métamorphiques issues d'un cisaillement du socle lors de la collision continentale. Ces nappes furent ensuite chevauchées vers le sud sur leur avant-pays (Aquitania). Dans cet empilement on peut distinguer les unités structurales suivantes (de haut en bas) :
- Les unités non-métamorphiques et les unités épizonales. Normalement ces unités chevauchent l'Unité Supérieure des Gneiss sous-jacente. Les tufs anthracifères font exception car ils suivent avec une discordance.
- L'Unité Supérieure des Gneiss (USG). Cette unité montre des éclogites et des granulites à sa base, plus haut suivent le Complexe leptyno-ambibolitique et une épaisse série des paragneiss contenant des anatexites. Elle a subi le plus fort degré de métamorphisme et elle est séparée de l'unité sous-jacente par des mylonites.
- L'Unité Inférieure des Gneiss (UIG). Cette unité est composée essentiellement des grauwackes, des pélites et des rhyolites, tous métamorphisés. Intercalés sont des orthogneiss (gneiss œillés), qui dérivent des anciens granitoïdes alcalins. L'âge de leur intrusion couvre l'intervalle 540 à 430 millions d'années. L'UIG chevauche l'Unité para-autochtone des micaschistes.
- L'Unité para-autochtone des micaschistes (UPM). Cette unité est constituée en majorité des micaschistes, mais y apparaissent aussi quelques niveaux quartzitiques et très rarement des amphibolites et des lentilles carbonatées. Elle entoure souvent les bombements du socle. Le degré métamorphique varie entre le faciès schiste vert et le faciès amphibolite épidotique. L'UPM chevauche la ceinture paléozoïque plissée au sud.
- La ceinture paléozoïque plissée et charriée. Cette unité est très bien développée dans la montagne Noire. Elle montre des plis kilométriques (isoclinaux couchés) qui étaient déversés vers le sud sur l'avant-pays. Les sédiments paléozoïques sont non-métamorphisés ou légèrement métamorphisés. Ils couvrent l'intervalle Cambrien inférieur jusqu'au Mississippien.
- L'avant-pays. C'est un bassin sédimentaire situé entre le sud-est de la montagne Noire et les Pyrénées et rempli par des turbidites du Viséen et du Serpukhovien. Son faciès proximal dans la montagne Noire porte des olistholites dérivant de la ceinture paléozoïque[8].

### Évolution géodynamique

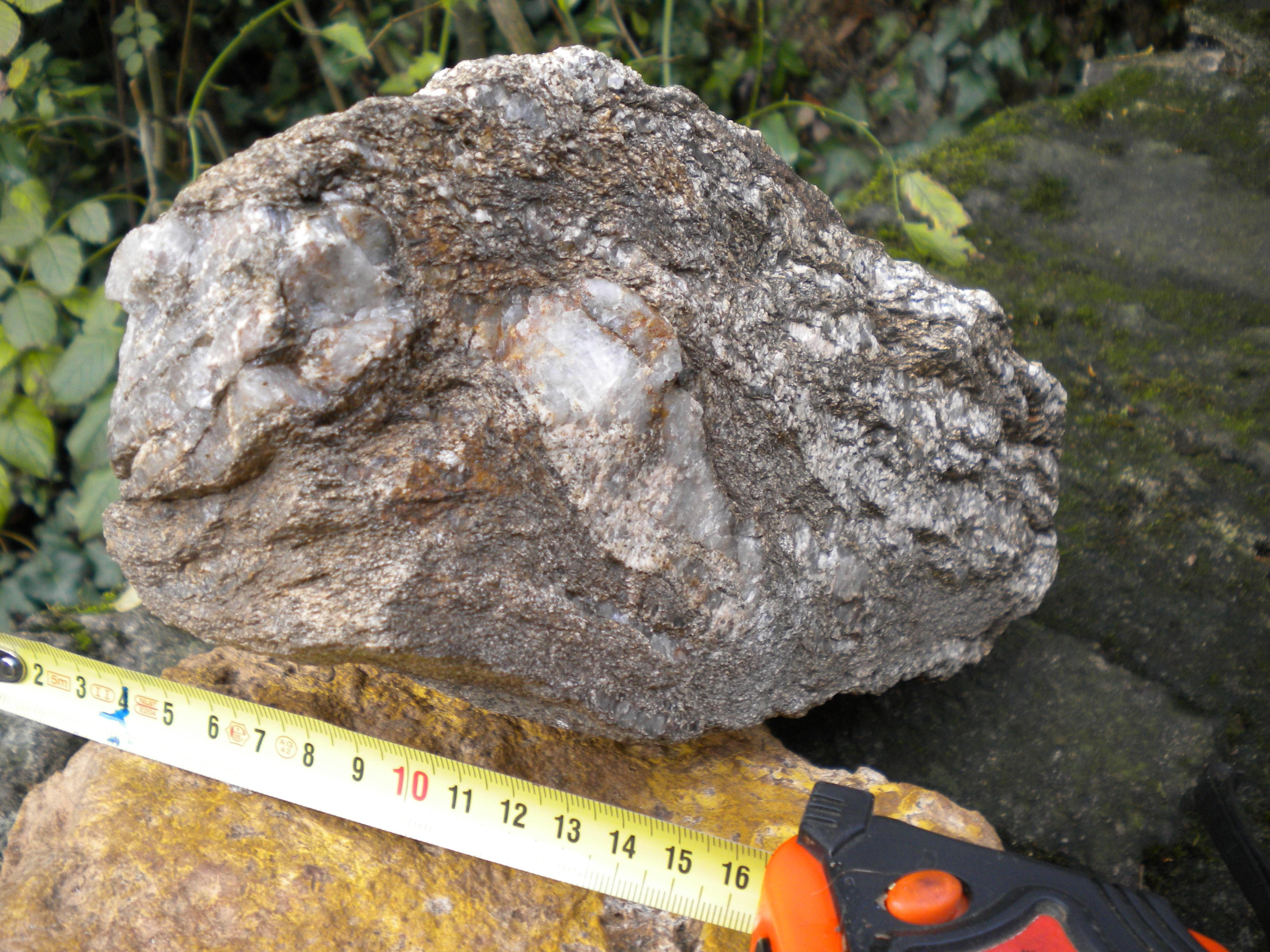
Échantillon d'un paragneiss du domaine arverne montrant la complexité géodynamique dans le Massif central. Le grand porphyroblaste côté gauche chevauche vers la droite en direction sud-ouest (phase D_{1}). Le porphyroblaste à la droite chevauche vers la gauche en direction nord-ouest (phase D_{2}). Les couches plus haut glissent vers la droite en direction sud-est et produisent des petits plis (phase D_{4}). Les porphyroblastes se présentent en attitude C/S.

D'après le travail de Faure et al. (2008) le Massif central montre six phases majeures de déformation :
- Phase D0. Cette phase est synchrone avec le métamorphisme haute pression/métamorphisme profond (métamorphisme HP/UHP) à la fin du Silurien (à environ 415 millions d'années). Elle fut enregistrée seulement dans les éclogites et les granulites de l'Unité Supérieure des Gneiss[9]. On peut la corréler avec la Phase ardennaise (calédonienne ou eo-varisque). Les conditions de pression furent 1,8 - 2,0 GPa correspondant à une profondeur d'enfouissement d'environ 55 à 60 kilomètres. Les températures oscillèrent entre 650 et 750 °C[10].
- Phase D1. Cette phase correspond à la Phase acadienne (calédonienne ou méso-varisque) pendant le Dévonien inférieur. Elle a profondément modelé le Massif central en créant des plis isoclinaux géants qui cassèrent aux genoux et ensuite chevauchèrent. Ainsi s'explique la structuration en plusieurs nappes. Le sens du chevauchement fut vers le sud-ouest. Une conséquence du serrage tectonique pendant la collision fut la création des anatexites et des migmatites entre 385 et 380 millions d'années. Parfois ces migmatites contiennent les reliques des éclogites rétromorphosées aux amphibolites. Les conditions de cette rétromorphose furent 0,7 GPa et 700 °C. Au nord l'Unité Supérieure des Gneiss montre une discordance avec les sédiments du Dévonien supérieur - la preuve, que là les mouvements tectono-métamorphiques étaient déjà terminés vers 380 millions d'années.
- Phase D2. Phase bretonne de 360 à 350 millions d'années (fin du Dévonien - Tournaisien). Elle causa des cisaillements ductiles avec chevauchements vers le nord-ouest. Les conditions métamorphiques furent moyenne pression/moyenne température (MP/MT).
- Phase D3. Phase sudète pendant le Viséen entre 345 et 325 millions d'années. Dans le sud du Massif central elle déclencha les charriages affectant l'Unité para-autochtone des micaschistes et la ceinture paléozoïque. Les chevauchements portèrent vers le sud-sud-ouest. Au nord le régime géodynamique fut complètement diffèrent. Ici l'orogène fut déjà en train de se lever et de s'étirer au même temps - témoigné par le volcanisme explosif des tufs anthracifères.
- Phase D4. Cette phase néo-varisque amena la distension crustale pendant le Serpukhovien, le Bashkirien et le Moscovien (entre 325 et 305 millions d'années). L'étirement de la croûte suivant la direction nord-ouest/sud-est permit l'intrusion importante des leucogranites et des monzogranites syncinématiques.
- Phase D5. Phase asturienne, marquée par l'effondrement de l'orogène à la fin du Carbonifère (Kasimovien). Les contraintes distensives s'alignèrent en direction nord-nord-est/sud-sud-ouest. Ils furent responsables pour la formation des innombrables grabens houillers à cette époque.

## Paléogéographie

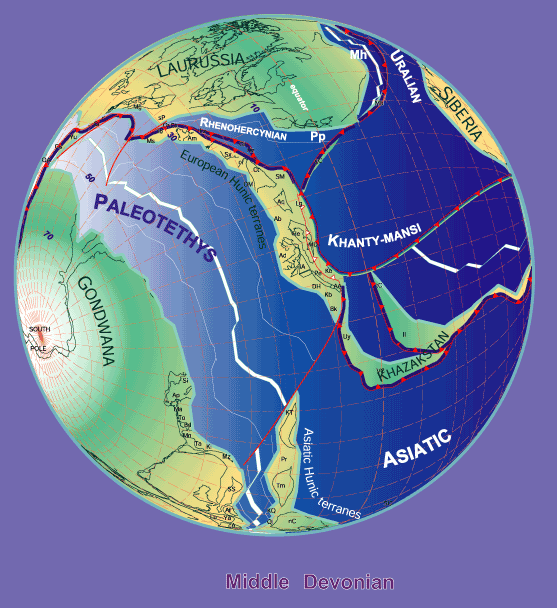
Reconstruction paléogéographique pendant le Dévonien moyen.

À la fin du Néoprotérozoïque le Massif central (c.à.d. le microcontinent Ligéria) fit partie de la marge nord du Gondwana. Dans la même période une très épaisse série de flysch avec des intercalations volcaniques bimodales était déposée sur la marge continentale. Pendant l'Ordovicien inférieur des fragments continentaux commencèrent à se dégager du Gondwana et dérivèrent vers le nord. Quelques interprétations paléogéographiques réunissent maintenant tous ces fragments dans le superterrane hunnique qui contient Armorica à l'ouest, Aquitania, Ligéria etc. Derrière ce superterrane dérivant vers le nord s'ouvrait la Paléotéthys. Par contre les océans situées au nord - l'océan Rhéique et l'océan Rhénohercynien - furent de plus en plus réduits et finirent par être subductés sous Armorica ou le superterrane hunnique. Cette subduction correspond dans le Massif central à la phase de déformation D2. La collision continentale entre Gondwana et Laurussia suivit la subduction et figea Ligéria dans sa position actuelle dans la zone interne de l'orogène varisque pendant le Mississippien. Elle est représentée par la phase de déformation D3.
Une introduction à ce sujet est le travail de Stampfli et al.(2002).

### Conclusions
Le Massif central étant au cœur de l'orogène varisque a subi une évolution géologique très complexe. Dès son exhumation diachronique il fut réduit par les forces érosives. Déjà à la fin du Permien le socle cristallophyllien polymétamorphique fut exposé, réduit à une pénéplaine. Les séquences supracrustales sont donc sous-représentées dans le massif et cantonnées à la périphérie - ce fait explique la grande difficulté d'interpréter correctement l'évolution du massif.
Le métamorphisme HP/UHP associé à la subduction à la fin du Silurien fut suivi par le dynamo-métamorphisme polyphasé du Dévonien/Mississippien. Le dernier créa la structuration croisée - le x (ou le V) varisque. Le serrage pendant la collision continentale est responsable pour l'empilement des nappes et leur expulsion vers le sud. Des unités catazonales glissèrent sur des unités moins métamorphiques donnant l'impression d'un métamorphisme inverse. Les deux dernières phases de déformation évoluèrent sous contraintes distensives et produisirent également des structures croisées. La très forte extension à la fin de l'orogenèse et l'effondrement du bâti déclenchèrent une granitisation et une minéralisation (du type Au - Sb - W) très importante.
La structuration croisée se retrouve aussi spatialement. Dans le secteur occidental et le secteur central les structures à orientation nord-ouest-sud-est dominent, mais dans le secteur oriental les structures s'alignent perpendiculairement en direction nord-est-sud-ouest.
L'évolution géodynamique diachrone est très marquée dans le Massif central. Les grands charriages et l'exhumation migrèrent spatialement et temporellement. Ainsi les chevauchements commencèrent au nord vers 385 millions d'années et gagnèrent le sud (montagne Noire) entre 325 et 315 millions d'années.